# Le Chartier embourbé
Pour les articles homonymes, voir Chartier.
Le Chartier embourbé est la dix-huitième fable du livre VI de Jean de La Fontaine situé dans le premier recueil des Fables de La Fontaine, édité pour la première fois en 1668.
La fable se conclut sur la maxime : Aide-toi le ciel t'aidera !
Le terme « chartier » est la forme ancienne du plus moderne « charretier » (conducteur de charrette).
Le phaéton d'une voiture à foin

Vit son char embourbé. Le pauvre homme était loin

De tout humain secours. C'était à la campagne

Près d'un certain canton de la basse Bretagne,

              Appelé Quimper-Corentin. 

              On sait assez que le Destin

Adresse là les gens quand il veut qu'on enrage :

              Dieu nous préserve du voyage ! 

Pour venir au Chartier embourbé dans ces lieux,

Le voilà qui déteste et jure de son mieux,

              Pestant, en sa fureur extrême,

Tantôt contre les trous, puis contre ses Chevaux,

              Contre son char, contre lui même.

Il invoque à la fin le Dieu dont les travaux

              Sont si célèbres dans le monde :

Hercule, lui dit-il, aide-moi ; si ton dos

              A porté la machine ronde,

              Ton bras peut me tirer d'ici

Sa prière étant faite, il entend dans la nue

              Une voix qui lui parle ainsi :

              Hercule veut qu'on se remue,

Puis il aide les gens. Regarde d'où provient

              L'achoppement qui te retient.

              Ôte d'autour de chaque roue

Ce malheureux mortier, cette maudite boue

              Qui jusqu'à l'essieu les enduit.

Prends ton pic, et me romps ce caillou qui te nuit.

Comble-moi cette ornière. As-tu fait ? Oui, dit l'homme.

Or bien je vas t'aider, dit la voix : prends ton fouet.

Je l'ai pris. Qu'est ceci ? mon char marche à souhait.

Hercule en soit loué. Lors la voix : Tu vois comme

Tes Chevaux aisément se sont tirés de là.

               Aide-toi, le Ciel t'aidera.
— Jean de La Fontaine, Fables de La Fontaine, Le Chartier embourbé